# Sagan Tosu
Sagan Tosu (japonsky サガン鳥栖) je japonský fotbalový klub z města Tosu hrající v J1 League. Klub byl založen v roce 1997. V roce 1999 se připojili do J.League, profesionální japonské fotbalové ligy. Svá domácí utkání hraje na Ekimae Real Estate Stadium.

## Významní hráči
- Mike Havenaar
- Takuja Jamada
- Jóhei Tojoda
- Naoja Kikuči
- Mičihiro Jasuda
- Fernando Torres
- Jorge Dely Valdés